# Prva Makedonska Liga 2011/12
Die Prva Makedonska Liga 2011/12 war die 20. Spielzeit der höchsten Fußballliga Mazedoniens. Die Spielzeit begann am 31. Juli 2011 und endete am 23. Mai 2012 mit der 33. und letzten Runde.
FK Škendija 79 startete als Titelverteidiger in die Saison, nachdem der Verein 2010/11 seine erste Meisterschaft hatte gewinnen können. Die Titelverteidigung gelang jedoch nicht, die Meisterschaft wurde vom Rekordmeister Vardar Skopje gewonnen.

## Vereine
Die beiden besten Teams der zweiten Liga stiegen in die Prva Liga auf. Diese waren der FK 11 Oktomvri Prilep sowie der FK Ohrid, welche beide ihr Debüt in der höchsten Liga gaben. Der letztplatzierte FK Pelister Bitola musste absteigen. Vardar Skopje wurde als elftplatziertes Team vom Abstieg verschont. Möglich war dies durch einen Lizenztausch im Zuge einer Fusion und Neugründung mit dem aufstiegsberechtigten FK Miravci.
Der Neunte der ersten Liga FK Napredok Kičevo gewann das Relegationsspiel gegen den Dritten der zweiten Liga GFK Tikveš und verblieb in der höchsten Spielklasse. Der zehntplatzierte FK Skopje verlor hingegen das Relegationsspiel gegen den viertplatzierten Zweitligisten FK Miravci klar mit 1:4 und musste nach nur einer Saison in der höchsten Spielklasse wieder absteigen. Miravci durfte allerdings aufgrund der oben angeführten Gründe nicht aufsteigen.
| Verein                | Stadt     | Stadion              | Kapazität |
| --------------------- | --------- | -------------------- | --------- |
| FK 11 Oktomvri Prilep | Prilep    | Goce-Delčev-Stadion  | 15.000    |
| FK Bregalnica Štip    | Štip      | Stadtstadion Štip    | 04.000    |
| FK Horizont Turnovo   | Turnovo   | Kukuš-Stadion        | 01.500    |
| FK Metalurg Skopje    | Skopje    | Železarnica-Stadion  | 04.000    |
| FK Napredok Kičevo    | Kičevo    | Stadtstadion Kičevo  | 05.000    |
| FK Ohrid              | Ohrid     | SRC Biljanini Izvori | 03.000    |
| Rabotnički Skopje     | Skopje    | Philip-II-Arena      | 36.400    |
| FK Renova Džepčište   | Džepčište | Stadtstadion Tetovo  | 20.000    |
| KF Shkëndija          | Tetovo    | Stadtstadion Tetovo  | 20.000    |
| Sileks Kratovo        | Kratovo   | Stadtstadion Kratovo | 01.800    |
| FK Teteks Tetovo      | Tetovo    | Stadtstadion Tetovo  | 20.000    |
| Vardar Skopje         | Skopje    | Philip-II-Arena      | 36.400    |

## Abschlusstabelle
| Pl. | Verein                    | Sp. | S  | U  | N  | Tore    | Diff. | Punkte |
| --- | ------------------------- | --- | -- | -- | -- | ------- | ----- | ------ |
| 1.  | Vardar Skopje             | 33  | 22 | 10 | 1  | 050:150 | +35   | 76     |
| 2.  | FK Metalurg Skopje (P)    | 33  | 19 | 10 | 4  | 053:160 | +37   | 67     |
| 3.  | KF Shkëndija (M)          | 33  | 20 | 6  | 7  | 053:280 | +25   | 66     |
| 4.  | FK Renova Džepčište 1     | 33  | 13 | 13 | 7  | 056:380 | +18   | 52     |
| 5.  | FK Bregalnica Štip        | 33  | 13 | 6  | 14 | 051:470 | +4    | 45     |
| 6.  | Sileks Kratovo            | 33  | 13 | 3  | 17 | 042:510 | −9    | 42     |
| 7.  | FK Napredok Kičevo        | 33  | 12 | 6  | 15 | 037:510 | −14   | 42     |
| 8.  | Rabotnički Skopje         | 33  | 11 | 8  | 14 | 050:450 | +5    | 41     |
| 9.  | FK Horizont Turnovo       | 33  | 10 | 8  | 15 | 034:420 | −8    | 38     |
| 10. | FK Teteks Tetovo          | 33  | 8  | 11 | 14 | 023:480 | −25   | 35     |
| 11. | FK Ohrid (N)              | 33  | 6  | 8  | 19 | 026:620 | −36   | 26     |
| 12. | FK 11 Oktomvri Prilep (N) | 33  | 3  | 7  | 23 | 026:580 | −32   | 16     |

| (M) | amtierender mazedonischer Meister     |
| (P) | amtierender mazedonischer Pokalsieger |
| (N) | Neuaufsteiger                         |

### Kreuztabelle
| Erste Runde (Runden 1–22) | Erste Runde (Runden 1–22) | Erste Runde (Runden 1–22) | Erste Runde (Runden 1–22) | Erste Runde (Runden 1–22) | Erste Runde (Runden 1–22) | Erste Runde (Runden 1–22) | Erste Runde (Runden 1–22) | Erste Runde (Runden 1–22) | Erste Runde (Runden 1–22) | Erste Runde (Runden 1–22) | Erste Runde (Runden 1–22) | 2011/12               | Rückrunde (Runden 23–33) | Rückrunde (Runden 23–33) | Rückrunde (Runden 23–33) | Rückrunde (Runden 23–33) | Rückrunde (Runden 23–33) | Rückrunde (Runden 23–33) | Rückrunde (Runden 23–33) | Rückrunde (Runden 23–33) | Rückrunde (Runden 23–33) | Rückrunde (Runden 23–33) | Rückrunde (Runden 23–33) | Rückrunde (Runden 23–33) |
| ------------------------- | ------------------------- | ------------------------- | ------------------------- | ------------------------- | ------------------------- | ------------------------- | ------------------------- | ------------------------- | ------------------------- | ------------------------- | ------------------------- | --------------------- | ------------------------ | ------------------------ | ------------------------ | ------------------------ | ------------------------ | ------------------------ | ------------------------ | ------------------------ | ------------------------ | ------------------------ | ------------------------ | ------------------------ |
| Vardar Skopje             | FK Metalurg Skopje        | KF Shkëndija              | FK Renova Džepčište       |                           | FK Sileks Kratovo         | FK Napredok Kičevo        | Rabotnički Skopje         | FK Horizont Turnovo       |                           | FK Ohrid                  | FK 11 Oktomvri Prilep     | Verein                | Vardar Skopje            | FK Metalurg Skopje       | KF Shkëndija             | FK Renova Džepčište      |                          | FK Sileks Kratovo        | FK Napredok Kičevo       | Rabotnički Skopje        | FK Horizont Turnovo      |                          | FK Ohrid                 | FK 11 Oktomvri Prilep    |
|                           | 1:0                       | 2:0                       | 0:0                       | 3:0                       | 2:1                       | 5:1                       | 1:0                       | 3:0                       | 1:0                       | 2:0                       | 2:0                       | Vardar Skopje         |                          | 2:1                      | –                        | 1:1                      | 2:1                      | –                        | –                        | 2:2                      | 0:0                      | –                        | 4:0                      | –                        |
| 1:1                       |                           | 0:0                       | 2:1                       | 1:0                       | 3:0                       | 2:0                       | 1:1                       | 1:0                       | 2:0                       | 6:0                       | 0:0                       | FK Metalurg Skopje    | –                        |                          | 1:0                      | –                        | 2:1                      | 1:0                      | 1:1                      | –                        | –                        | 5:0                      | –                        | 3:0                      |
| 0:1                       | 2:0                       |                           | 2:2                       | 1:0                       | 2:1                       | 3:0                       | 2:0                       | 2:0                       | 0:0                       | 2:0                       | 3:0                       | KF Shkëndija          | 1:0                      | –                        |                          | 4:0                      | 3:2                      | –                        | –                        | 1:0                      | 2:1                      | –                        | 1:0                      | –                        |
| 0:0                       | 1:1                       | 0:2                       |                           | 0:0                       | 2:0                       | 4:0                       | 3:1                       | 0:0                       | 2:2                       | 2:0                       | 1:1                       | FK Renova Džepčište   | –                        | 1:0                      | –                        |                          | 2:2                      | 1:0                      | 5:0                      | –                        | –                        | 0:0                      | –                        | 3:2                      |
| 2:3                       | 1:1                       | 2:3                       | 3:2                       |                           | 3:1                       | 0:1                       | 3:2                       | 0:1                       | 2:0                       | 3:1                       | 2:0                       | FK Bregalnica Štip    | –                        | –                        | –                        | –                        |                          | –                        | 3:2                      | –                        | 2:1                      | 1:2                      | 2:0                      | 4:1                      |
| 1:1                       | 1:1                       | 1:4                       | 2:1                       | 2:1                       |                           | 2:1                       | 2:1                       | 3:2                       | 4:0                       | 1:0                       | 2:0                       | FK Sileks Kratovo     | 1:2                      | –                        | 1:4                      | –                        | 2:1                      |                          | –                        | 1:0                      | 0:1                      | –                        | 5:2                      | –                        |
| 0:1                       | 0:4                       | 0:0                       | 1:1                       | 0:1                       | 1:0                       |                           | 1:1                       | 1:0                       | 4:0                       | 3:0                       | 1:0                       | FK Napredok Kičevo    | 0:0                      | –                        | 3:0                      | –                        | –                        | 3:0                      |                          | –                        | –                        | 2:1                      | –                        | 2:0                      |
| 1:2                       | 0:1                       | 3:1                       | 5:1                       | 2:1                       | 2:0                       | 4:0                       |                           | 1:1                       | 1:1                       | 1:2                       | 3:0                       | Rabotnički Skopje     | –                        | 0:3                      | –                        | 3:1                      | 1:3                      | –                        | 4:1                      |                          | –                        | 0:0                      | –                        | 1:1                      |
| 1:2                       | 1:2                       | 2:1                       | 0:1                       | 2:2                       | 2:1                       | 0:2                       | 1:0                       |                           | 0:2                       | 1:2                       | 1:0                       | FK Horizont Turnovo   | –                        | 1:1                      | –                        | 0:1                      | –                        | –                        | 2:1                      | 5:4                      |                          | 2:1                      | –                        | –                        |
| 0:0                       | 0:2                       | 2:0                       | 1:5                       | 3:1                       | 1:1                       | 1:0                       | 1:1                       | 0:3                       |                           | 1:1                       | 1:0                       | FK Teteks Tetovo      | 0:0                      | –                        | 0:2                      | –                        | –                        | 2:1                      | –                        | –                        | –                        |                          | 0:0                      | 2:0                      |
| 0:2                       | 0:0                       | 1:2                       | 2:2                       | 0:0                       | 2:0                       | 3:1                       | 0:1                       | 0:0                       | 1:0                       |                           | 1:1                       | FK Ohrid              | –                        | 1:4                      | –                        | 1:7                      | –                        | –                        | 1:2                      | 0:2                      | 1:1                      | –                        |                          | –                        |
| 0:1                       | 0:1                       | 2:2                       | 0:3 1                     | 0:1                       | 1:2                       | 2:2                       | 2:3                       | 2:0                       | 4:0                       | 0:3                       |                           | FK 11 Oktomvri Prilep | 0:1                      | –                        | 1:1                      | –                        | –                        | 1:3                      | –                        | –                        | 1:2                      | –                        | 3:1                      |                          |

## Relegation
Die neunt- und zehntplatzierten Teams spielten in einfachen Playoffs gegen die dritt- und viertplatzierten Mannschaften der zweiten Liga um den Klassenerhalt. Beide Erstligateams konnten die Spiele gewinnen und verblieben daher in der Prva Liga.
| Paarung  | FK Teteks Tetovo – FK Skopje |
| Ergebnis | 0:0 n. V., 5:4 i. E. |
| Datum    | 2. Juli 2012 um 16:30 Uhr CEST |
| Stadion  | Tumbe-Kafe-Stadion, Bitola |
| Tore     | Elfmeterschießen: 0:1 Aleksandar Popovski 1:1 Jordan Georgievski 1:1 Alen Jašaroski (kein Tor) 2:1 Borče Ristovski 2:2 Dončo Argirovski 3:2 Risto Mitrevski 3:3 Borče Dimitrovski 4:3 Burhan Alii 4:4 Tome Galačev 5:4 Stojan Velinov |

| Paarung  | FK Horizont Turnovo – FK Gorno Lisiče |
| Ergebnis | 1:0 (0:0)                             |
| Datum    | 3. Juli 2012 um 16:30 Uhr CEST        |
| Stadion  | Goce-Delčev-Stadion, Prilep           |
| Tore     | 1:0 Aleksandar Milušev (31.)          |

## Torschützenliste
| Rang | Name              | Verein                | Tore |
| ---- | ----------------- | --------------------- | ---- |
| 1.   | Filip Ivanovski   | Vardar Skopje         | 24   |
| 2.   | Borče Manevski    | FK Rabotnički         | 17   |
| 3.   | Boban Jančevski   | FK Renova Džepčište   | 14   |
| 4.   | Blagoja Jančevski | FK 11 Oktomvri Prilep | 13   |
| 4.   | Angel Nacev       | FK Sileks Kratovo     | 13   |
| 6.   | Muarem Bajrami    | FK Renova Džepčište   | 12   |
| 6.   | Genc Iseni        | KF Shkëndija          | 12   |
| 8.   | Cvetan Čurlinov   | FK Metalurg Skopje    | 11   |